# Gonaphodiellus columbicus
Gonaphodiellus columbicus är en skalbaggsart som beskrevs av Edgar von Harold 1880. Gonaphodiellus columbicus ingår i släktet Gonaphodiellus och familjen Aphodiidae. Inga underarter finns listade i Catalogue of Life.